# Rallye Dakar 2004

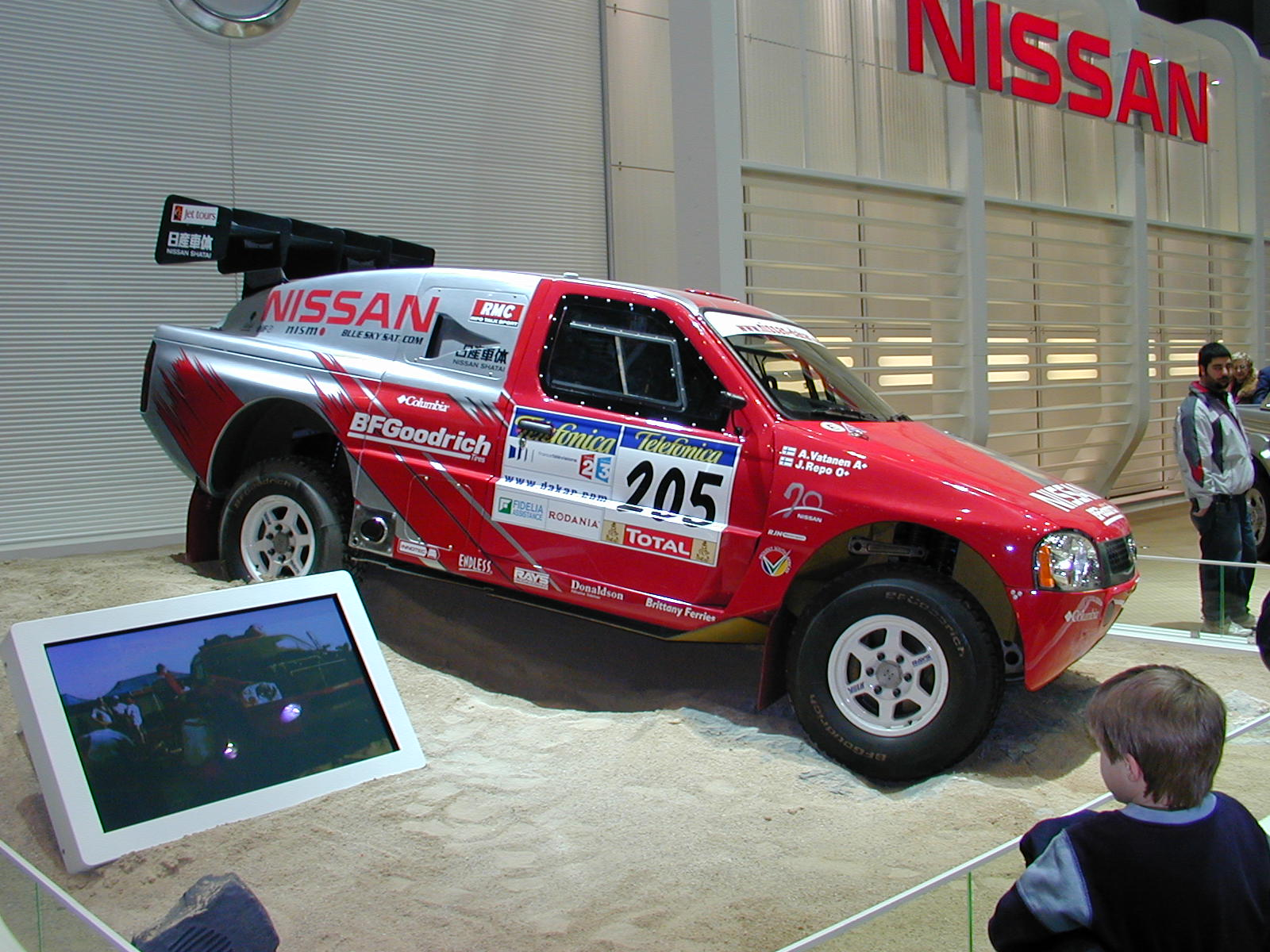
Nissan, 2004 gefahren von Ari Vatanen

Die Rallye Dakar 2004 (Dakar) war die 26. Ausgabe der Rallye Dakar. Sie begann am 1. Januar 2004 in Clermont-Ferrand in der Region Auvergne-Rhône-Alpes und endete am 18. Januar 2004 in Dakar.
Die Strecke führte über 8.552 km (davon 5.216 Wertungskilometer) durch Frankreich, Spanien, Marokko, Mauretanien, Mali, Burkina Faso und Senegal.
An der Rallye nahmen insgesamt 343 Teilnehmer – 130 Autos, 162 Motorräder und 51 LKW teil.

## Endwertung

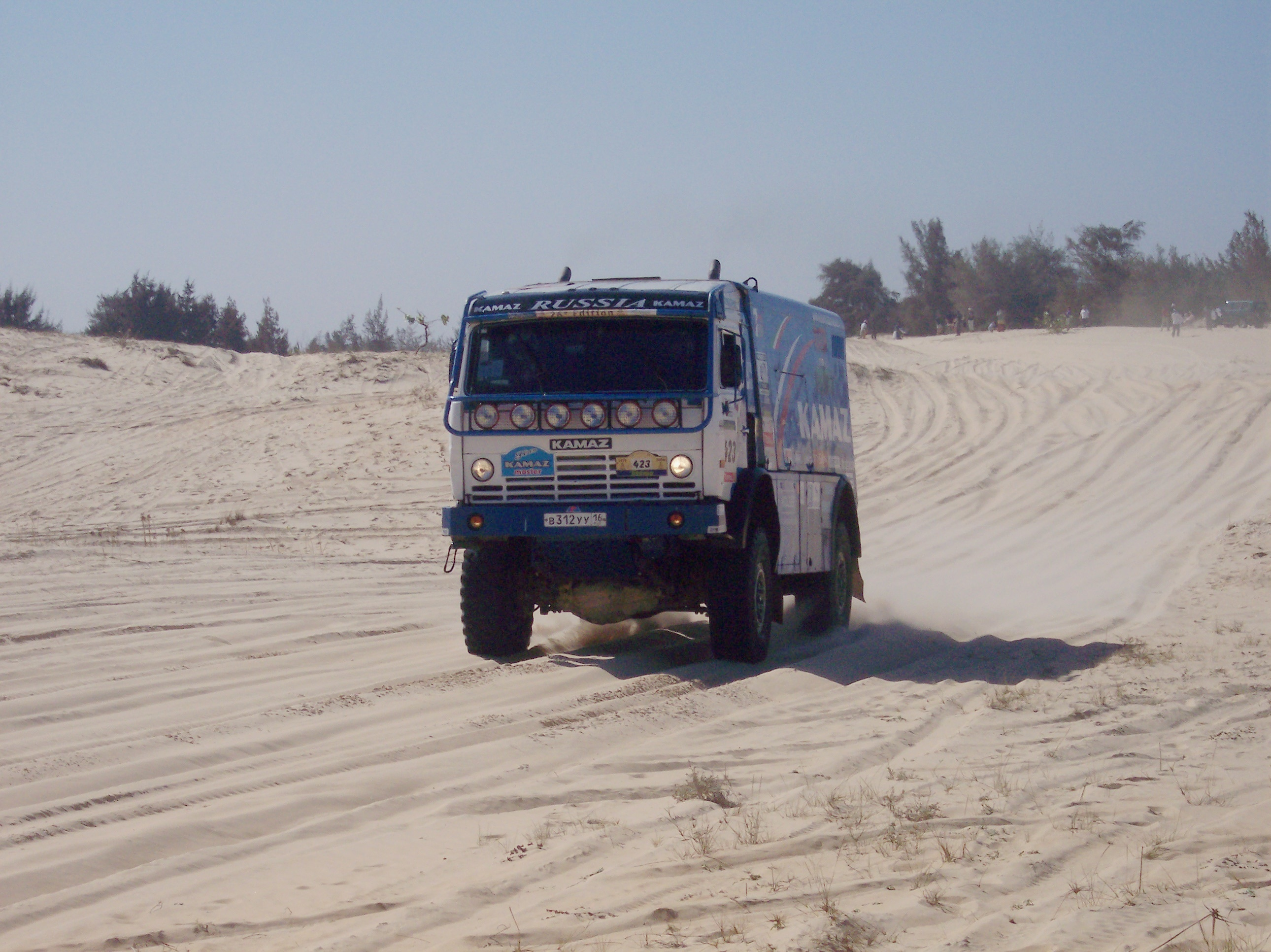
Kamaz am Lac Rose

### PKW
|    | Fahrer               | Fahrzeug                    |
| -- | -------------------- | --------------------------- |
| 1. | Stéphane Peterhansel | Mitsubishi Pajero Evolution |
| 2. | Hiroshi Masuoka      | Mitsubishi Pajero Evolution |
| 3. | Jean-Louis Schlesser | Schlesser Buggy             |

### LKW
|    | Fahrer            | Fahrzeug  |
| -- | ----------------- | --------- |
| 1. | Wladimir Tschagin | KAMAZ     |
| 2. | Firdaus Kabirow   | KAMAZ     |
| 3. | Gerard de Rooy    | DAF CF 75 |

### Motorräder
|    | Fahrer         | Fahrzeug |
| -- | -------------- | -------- |
| 1. | Nani Roma      | KTM      |
| 2. | Richard Sainct | KTM      |
| 3. | Cyril Despres  | KTM      |